# Édouard Ducoté
Édouard Ducoté, né le 29 octobre 1870 à Douai et mort le 27 juin 1929 à Paris 16e, est un poète, romancier, épistolier et auteur dramatique français, proche du courant symboliste.

## Biographie
Charles-Édouard Ducoté est né le 29 octobre 1870 à Douai,. Il fait ses débuts en poésie avec la publication d'un recueil, La Première Étape, paru en 1894 chez Alphonse Lemerre, l'éditeur des parnassiens, puis se rapproche de la Librairie de l'Art indépendant fondée par Edmond Bailly.
Sa correspondance avec André Gide commence en 1895 et s'étale jusqu'en 1921. Marié et père d'un enfant, Ducoté forme avec Gide et Henri Ghéon un trio d'amis liés par une quête intellectuelle intense, nourrie par la découverte entre autres de la Méditerranée et de la pensée de Friedrich Nietzsche. En 1896, il prend la direction de la revue L'Ermitage qui se veut bientôt l'étendard du courant des symbolistes indépendants, où l'on se veut ni verlainiens, ni malarméens. Cette revue qui organisait de nombreux dîners au 18 rue de l'Odéon, devient l'antichambre de La Nouvelle Revue française. Outre Ghéon et Gide, on y croise Paul Claudel, Paul Fort, Remy de Gourmont, Francis Jammes, Charles-Louis Philippe, Saint-Pol-Roux, Jacques des Gachons, et bien d'autres.
En 1895, il publie son premier texte en prose, Le Septenaire de notre amour. En 1898, il écrit et fait jouer sa première pièce de théâtre, Calypso, une tragédie en trois actes. En 1900, sort un premier recueil de contes, Merveilles et moralités. Il collabora étroitement au Mercure de France, à la Revue de Paris et à La Plume au tournant du siècle ; il traduisit en français de nombreux poètes latins.
Relativement oublié ou plus discret après 1907, recentré sur la fiction, il fait paraître un ultime roman paru chez Bernard Grasset en 1923, Monsieur de Cancaval, qui revient sur les années de la revue L'Ermitage.
Édouard Ducoté meurt le 27 juin 1929 à l’âge de 58 ans dans le 16e arrondissement de Paris. Il est inhumé au cimetière Pierre-Grenier à Boulogne-Billancourt.

## Œuvre
- La Première Étape, poèmes, Paris, A. Lemerre, 1894.
- Aux écoutes, poèmes, Paris, Librairie de l'Art indépendant, 1895.
- Le Septenaire de notre amour, roman, Paris, Librairie de l'Art indépendant, 1895.
- Circé, poèmes, Paris, Collection de l'Ermitage, 1896.
- Ausone, Poèmes divers, traduit du latin, Paris, Librairie de l'Art indépendant, 1897.
- Fables, traduit du latin, Paris, Perrin, 1897.
- Aventures, roman, Paris, Éditions du Mercure de France, 1897.
- Calypso, tragédie en 3 actes en prose, s.e., 1898.
- Renaissance, poèmes, Paris, Éditions du Mercure de France, 1898.
- Le Chemin des ombres heureuses, anthologie de poètes latin traduits, Paris, Éditions du Mercure de France, 1899.
- Hercule chez Omphale, comédie en vers, Collection de l'Ermitage, 1900.
- Merveilles et moralités, Paris, Éditions du Mercure de France, 1900.
- Le Songe d'une nuit de doute, poèmes, Paris, Éditions du Mercure de France, 1902.
- Le Barbier de Midas, comédie en vers, Collection de l'Ermitage, 1902.
- La Prairie en fleurs. 1895-1902, recueil de poèmes publiés antérieurement, Éditions du Mercure de France, 1904.
- En ce monde ou dans l'autre, contes, Paris, Edward Sansot, 1904.
- La Nouvelle épouse, tragédie en 1 acte, en vers, s.e., 1904.
- Le Servage, roman, Paris, Calmann-Lévy, 1905.
- L'Amour sans ailes, roman, Calmann-Lévy, 1907.
- Une Belle-Vue, roman, Éditions de La Nouvelle Revue française, 1910.
- La Fondrière, roman [?].
- Cendres, poèmes, Paris, Bibliothèque de l'Occident, 1913.
- Monsieur de Cancaval, roman, Grasset, 1923.
- Correspondance : 1895-1921 — Édouard Ducoté, André Gide, édition établie, présentée et annotée par Pierre Lachasse, Nantes, Centre d'études gidiennes, 2002.